# Teplické demonstrace (1989)

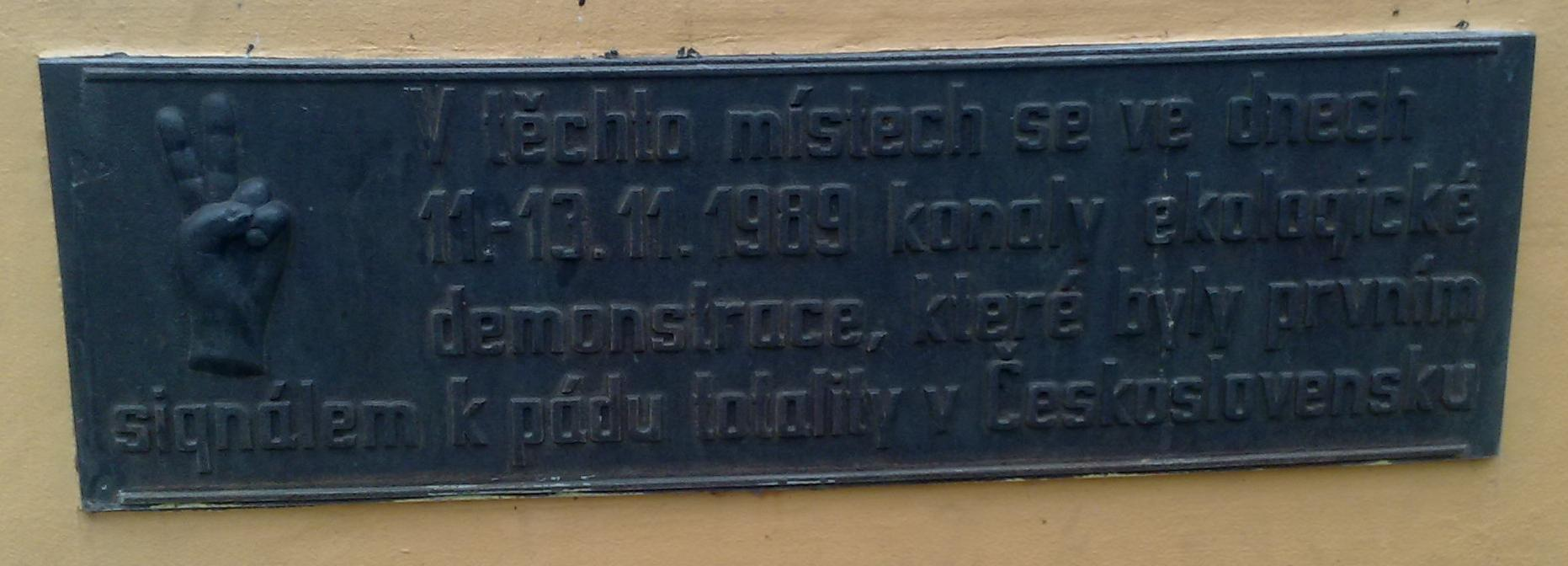
Pamětní deska na Benešově náměstí, Teplice.

Ekologické protesty v Teplicích v roce 1989 byly sérií protestů proti extrémnímu znečištění ovzduší města. Protesty zorganizovala skupina mladých lidí ve dnech 11. až 13. listopadu 1989. První plakáty o nespokojenosti se smogem při inverzi, a tedy výzvy ke shromáždění, byly vyvěšeny již 8. listopadu 1989. Protesty donutily místní komunistické úřady souhlasit s veřejnou schůzí k projednání situace v oblasti životního prostředí, ale byly rychle zastíněny událostmi 17. listopadu 1989, kdy československá vláda zasáhla proti studentské demonstraci v Praze. Protesty byly významné tím, že šlo o první veřejné protesty, které komunistický režim nedokázal potlačit, a ukázaly, že obyvatelé Československa se režimu již nebojí.

## Průběh demonstrací
V listopadu 1989 se ve městě Teplice v Československu konala série ekologických protestů. Protesty vyvolalo extrémní znečištění ovzduší města, které způsobily nedaleké uhelné elektrárny a lokální topeniště.
Protesty organizovala skupina mladých lidí, mezi nimiž je zmiňován 16letý učeň Zbyšek Jindra, 21letý kytarista punkové kapely Jindřich Uhlíř, undergroundový muzikant Jan Sajdl a další lidé napojení na tamní punkové a nezávislé hudební skupiny. Tito lidé se scházeli v restauraci U Ptáčků, šířili mezi lid zakázaný tisk a před demonstrací roznášeli letáky vyzývající lidi k protestu proti politickému aparátu, který nebral zřetel na ochranu životního prostředí a zdraví obyvatel.

### 11. listopadu 1989
První protest se konal v sobotu 11. listopadu 1989 a zúčastnilo se ho podle záznamů StB 400 občanů, pamětníci však mluví i o 800 demonstrantech. Demonstranté se sešli na náměstí Zdeňka Nejedlého (dnes Benešovo náměstí). Dav později postupoval Leninovou (dnes Masarykovou) třídou dolů městem, poté Husitskou a ulicí 28. října se vrátil zpět do centra. Po celou dobu se provolávala čistě ekologická hesla. Účastníci také provolávali, že se sejdou další den v šestnáct hodin opět na náměstí Zdeňka Nejedlého. Pamětnící uvádějí, že první den příslušníci VB na demonstraci nijak nezasahovali.

### 12. listopadu 1989
Protesty pokračovaly příští den 12. listopadu, kdy v ulici Jankovcova došlo k prvnímu střetu mezi VB a demonstranty. V průběhu tohoto dne Jana Dvorská (učitelka na Gymnáziu Teplice) vyzvala účastníky, aby sdělili své požadavky k problematice ekologie s tím, že bude vytvořen výbor, který je sepíše a předá na Městském národním výboru v Teplicích.

### 13. listopadu 1989
13. listopadu 1989 byla petice předána předsedovi Městského národního výboru Vladimíru Flaškovi. Následně proběhlo jednání mezi představiteli města a demonstranty za účasti také Jany Dvorské. Na náměstí Zdeňka Nejedlého se mezitím shromáždili demonstranti, byla přítomna Československé televize a těžkooděné posily z Ústí nad Labem. Demonstrantům bylo sděleno, že výsledkem jednání je zasedání na téma ekologie plánované na další měsíc. Dav skandoval: „Chceme čistý vzduch! Máme holé ruce!”. Na nátlak slíbil okresní tajemník Antonín Váňa, že ekologické shromáždění bude již 20. listopadu na tamním zimním stadionu. Byl vytvořen organizační štáb pro organizaci mítinku.
Příslib mítinku znamenal, že Městský národní výbor vůbec poprvé bude jednat se širokou veřejností. Antonín Váňa později v rozhovoru s Miroslavem Vaňkem z Ústavu pro soudobé dějiny AV ČR v roce 2003 ekologické zaměření demonstrací bagatelizoval.

### Ekologický mítink
20. listopadu 1989 na setkání do stadionu přišlo 6000 účastníků a dalších 1500 čekalo venku. Účast pozvedly mezitím v Praze proběhlé události 17. listopadu. Během ekologického mítinku probíhal dialog, který však nepřinesl tolik nových a přesných informací. I přesto takové setkání poukazovalo na slábnoucí vliv místní OV KSČ.
Ekologické protesty v Teplicích byly významné v několika směrech. Jednak to byly první veřejné protesty, které komunistický režim nedokázal potlačit. Ukázali také, že obyvatelé Československa se již režimu nebojí a jsou ochotni postavit se za svá práva.

## Demonstrace v kultuře
Jako reakce na protesty se v Teplicích ve dnech 13. až 17. listopadu 1989 konal tzv. Ekotýden, během kterého se promítali filmy z mezinárodního filmového festivalu Ekofilm v Ostravě.

## Výzkum a řešení znečištění ovzduší
Negativní vliv znečištěného ovzduší byl v Teplicích a dalších pánevních okresech také vědecky doložen. Byl zde pozorován zvýšený výskyt vrozených vad u novorozenců, zvýšený výskyt novorozenců s nízkou porodní váhou. Z důvodu nádorových a kardiovaskulárních onemocnění byla v Teplicích v roce 1988 průměrná délka přežití u mužů o tři roky kratší, u žen o dva roky, než byl Československý průměr. Proto v roce 1990 vznikl program Důsledky znečištění životního prostředí na zdravotní stav populace (Program Teplice I 1991–1996 a Program Teplice II 1997–1999). Do tohoto programu byly zapojené i pracoviště ze zahraničí. Cílem bylo odsíření a odprašnění elektráren, plynofikace pánevních okresů a systematická likvidace lokálních topenišť.